# Cyclosorus moluccanus
Cyclosorus moluccanus är en kärrbräkenväxtart som först beskrevs av Masahiro Kato, och fick sitt nu gällande namn av Mazumdar och Mukhop. Cyclosorus moluccanus ingår i släktet Cyclosorus och familjen Thelypteridaceae. Inga underarter finns listade.